# Eleição municipal de Codó em 1996
A eleição municipal de Codó em 1996 ocorreu em 3 de outubro do mesmo ano. O prefeito Biné Figueiredo (PL) terminara seu mandato em 1 de janeiro de 1997. Ricardo Archer (PPB) foi eleito prefeito de Codó em primeiro turno.

## Candidatos
|  | Nº | Candidato(a) a prefeito | Candidato(a) a prefeito                                      | Candidato(a) a vice-prefeito | Candidato(a) a vice-prefeito               | Coligação                                                          |
|  | -- | ----------------------- | ------------------------------------------------------------ | ---------------------------- | ------------------------------------------ | ------------------------------------------------------------------ |
|  | 11 |                         | Ricardo Archer (PPB) Ricardo Antonio Archer                  |                              | José Marcolino (PPB) José Marcolino Junior | Sem coligação - Partido Progressista Brasileiro (PPB)              |
|  | 12 |                         | Reinaldo Zaidan (PDT) Reinaldo Araújo Zaidan                 |                              | n/d                                        | Sem coligação - Partido Democrático Trabalhista (PDT)              |
|  | 13 |                         | José Gilberto (PT) José Gilberto Alves de Carvalho           |                              | n/d                                        | Sem coligação - Partido dos Trabalhadores (PT)                     |
|  | 15 |                         | José Inácio Rodrigues (PMDB) José Inácio Guimarães Rodrigues |                              | n/d                                        | Sem coligação - Partido do Movimento Democrático Brasileiro (PMDB) |
|  | 23 |                         | Walmir Monteiro (PPS) Walmir Monteiro Pereira                |                              | n/d                                        | Sem coligação - Partido Popular Socialista (PPS)                   |
|  | 25 |                         | Antônio Joaquim (PFL) Antônio Joaquim Araújo                 |                              | n/d                                        | Sem coligação - Partido da Frente Liberal (PFL)                    |
|  | 28 |                         | Irineu Muniz (PRTB) Gilberto Irineu Muniz                    |                              | n/d                                        | Sem coligação - Partido Renovador Trabalhista Brasileiro (PRTB)    |

## Resultado da eleição para prefeito
| 1º Turno 3 de outubro de 1996 | 1º Turno 3 de outubro de 1996 | 1º Turno 3 de outubro de 1996 | 1º Turno 3 de outubro de 1996 |
| Candidato(a)                  | Vice                          | Votação                       | Votação                       |
| Candidato(a)                  | Vice                          | Total                         | Porcentagem                   |
| ----------------------------- | ----------------------------- | ----------------------------- | ----------------------------- |
| Ricardo Archer (PPB)          | José Marcolino (PPB)          | 11.226                        | 39,22%                        |
| José Inácio Rodrigues (PMDB)  | n/d                           | 7.099                         | 24,80%                        |
| Reinaldo Zaidan (PDT)         | n/d                           | 5.278                         | 18,44%                        |
| Antônio Joaquim (PFL)         | n/d                           | 3.816                         | 13,33%                        |
| José Gilberto (PT)            | n/d                           | 703                           | 2,46%                         |
| Irineu Muniz (PRTB)           | n/d                           | 352                           | 1,23%                         |
| Walmir Monteiro (PPS)         | n/d                           | 152                           | 0,53%                         |
| Total de votos válidos        | Total de votos válidos        | 28.626                        | 100,00%                       |
| Votos apurados                |                               |                               |                               |
| Votos válidos                 | Votos válidos                 | 28.626                        | 92,60%                        |
| Votos em branco               | Votos em branco               | 1.094                         | 3,54%                         |
| Votos nulos                   | Votos nulos                   | 1.195                         | 3,86%                         |
| Total de votos apurados       | Total de votos apurados       | 30.915                        | 100,00%                       |
| Eleitores                     |                               |                               |                               |
| Comparecimento                | Comparecimento                | 30.915                        | n/d                           |
| Abstenções                    | Abstenções                    | n/d                           | n/d                           |
| Total de eleitores            | Total de eleitores            | n/d                           | 100,00%                       |

| Partido | Partido | Candidato       | Votos  | Votos (%) |
| ------- | ------- | --------------- | ------ | --------- |
|         | PPB     | Ricardo Archer  | 11 226 | 39,22%    |
|         | PMDB    | Zé Inácio       | 7 099  | 24,8%     |
|         | PDT     | Reinaldo Zaidan | 5 278  | 18,44%    |
|         | PFL     | Antônio Joaquim | 3 816  | 13,33%    |
|         | PT      | Zé Gilberto     | 703    | 2,46%     |
|         | PRTB    | Irineu Muniz    | 352    | 1,23%     |
|         | PPS     | Walmir Monteiro | 152    | 0,53%     |
| Totais  | Totais  | Totais          | 28 626 |           |